# Мария Луиза Албертина фон Лейнинген-Дагсбург-Фалкенбург
Мария Луиза Албертина фон Лейнинген-Дагсбург-Фалкенбург (на немски: Maria Luise Albertine von Leiningen-Dagsburg-Falkenburg, Prinzessin George), * 16 март 1729 в Обригхайм, Пфалц; † 11 март 1818 в Нойщрелиц) е чрез женитба принцеса на Хесен-Дармщат. Тя е баба и възпитателка на по-късната пруска кралица Луиза.
Тя е дъщеря на граф Христиан Карл Райнхард фон Лайнинген-Дагсбург-Фалкенбург (1695–1766) и съпругата му графиня Катарина Поликсена фон Солмс-Рьоделхайм (1702–1765).
Луиза се омъжва на 16 март 1748 г. в Хайдесхайм за принц Георг Вилхелм фон Хесен-Дармщат (1722–1782), братът на управляващия ландграф Лудвиг IX фон Хесен-Дармщат.

## Деца
- Лудвиг Георг Карл (1749–1823)
∞ (морганатично) 1788 Фридерика Шмит (1751–1803)
- Георг Фридрих (1750–1750)
- Фридерика Каролина Луиза (1752–1782)
 ∞ 1768 принц Карл фон Мекленбург-Щрелиц
- Георг Карл (1754–1830)
- Шарлота Вилхелмина фон Хесен-Дармщат (1755–1785)
∞ 1784 принц Карл фон Мекленбург-Щрелиц
- Карл Вилхелм Георг (1757–1797)
- Фридрих Георг Август (1759–1808)
∞ (морганатично) 1788 Каролина Луиза Салома Зайтц (1768–1812)
- Луиза Хенриета Каролина (1761–1829)
∞ 1777 ландграф Лудвиг X фон Хесен-Дармщат, като Лудвиг I велик херцог на Хесен и при Рейн 1806 (1753–1830)
- Августа Вилхелмина Мария (1765–1796)
∞ 1785 Максимилиан I, бъдещ крал на Бавария, майка на крал Лудвиг I